# Саут-Елгін (Іллінойс)
Саут-Елгін (англ. South Elgin) — селище (англ. village) в США, в окрузі Кейн штату Іллінойс. Населення — 23 865 осіб (2020).

## Географія
Саут-Елгін розташований за координатами 41°59′22″ пн. ш. 88°18′45″ зх. д. / 41.98944° пн. ш. 88.31250° зх. д. (41.989460, -88.312618).  За даними Бюро перепису населення США в 2010 році селище мало площу 18,53 км², з яких 18,10 км² — суходіл та 0,43 км² — водойми.

## Демографія
Згідно з переписом 2010 року, у селищі мешкало 21 985 осіб у 7187 домогосподарствах у складі 5608 родин. Густота населення становила 1186 осіб/км².  Було 7472 помешкання (403/км²).
Расовий склад населення:
| - 81,3 % — білих - 7,0 % — азіатів - 3,4 % — чорних або афроамериканців - 0,4 % — корінних американців - 4,8 % — осіб інших рас |

До двох чи більше рас належало 3,0 %. Частка іспаномовних становила 15,5 % від усіх жителів.
За віковим діапазоном населення розподілялося таким чином: 31,7 % — особи молодші 18 років, 61,4 % — особи у віці 18—64 років, 6,9 % — особи у віці 65 років та старші. Медіана віку мешканця становила 34,7 року. На 100 осіб жіночої статі у селищі припадало 97,7 чоловіків;  на 100 жінок у віці від 18 років та старших — 93,7 чоловіків також старших 18 років.
Середній дохід на одне домашнє господарство  становив 99 442 долари США (медіана — 89 694), а середній дохід на одну сім'ю — 111 569 доларів (медіана — 100 723). Медіана доходів становила 62 708 доларів для чоловіків та 47 387 доларів для жінок. За межею бідності перебувало 4,9 % осіб, у тому числі 6,4 % дітей у віці до 18 років та 5,0 % осіб у віці 65 років та старших.
Цивільне працевлаштоване населення становило 11 756 осіб. Основні галузі зайнятості: освіта, охорона здоров'я та соціальна допомога — 20,7 %, виробництво — 13,9 %, роздрібна торгівля — 13,0 %.